# Röttler Teich

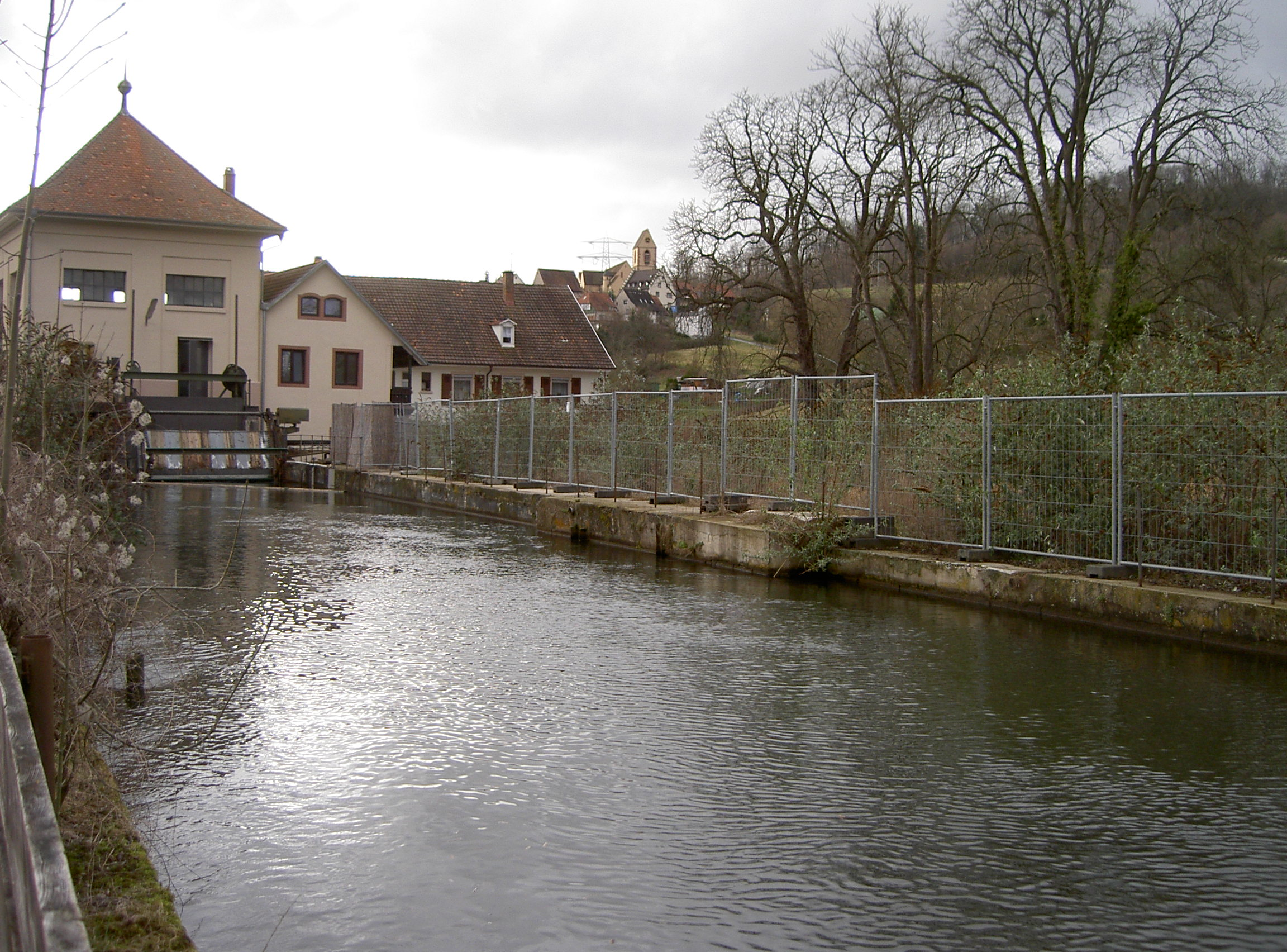
Wasserkraftwerk – Werk Rötteln der Südstrom Wasserkraft-Werke GmbH und Co KG am Röttler Teich

Der Röttler Teich ist eine Gewannbezeichnung im Stadtgebiet von Lörrach. Er wird auch als Haagener Mühleteich bezeichnet.
Die Bezeichnung Teich für einen Wasserkanal klingt heute irreführend, ist aber eine alte oberdeutsche Bezeichnung für einen Graben (siehe auch: Deich; vgl. engl. „Ditch“), im Nordschwarzwald sogar auch für natürliche Bachgräben. Dieser Kanal wird zwei Kilometer oberhalb beim Haagener Wuhr aus dem Fluss Wiese ausgeleitet und 500 m unterhalb des Röttler Teichs in Tumringen wieder in den Fluss eingeleitet. Im Kanalabschnitt befinden sich zwei kleine Wasserkraftwerke. Der Mittelteil des Kanals wird – umgangssprachlich – als Röttler Teich bezeichnet. Der Name setzt sich zusammen aus Teich, da künstlich angelegt und Röttler stammt von der Burg Rötteln in direkter Nähe davon.
Der Teich ist ein Zeugnis der Industrialisierung im Wiesental (→ Lörrachs Weg in die Industrialisierung). Die Teiche im Wiesental wurden schon im Mittelalter, meist in ehemaligen Nebenarmen der Wiese angelegt. Durch die Teiche konnte das Wasser der Wiese für das Mühlgewerbe und die Bewässerung der Matten kontrolliert genutzt werden. Mit der einsetzenden Industrialisierung wurden im 19. Jahrhundert am Röttler Teich das Werk Haagen und das Werk Rötteln der Firma Sarasin-Heußler gegründet.
Der Haagener Mühleteich trieb einst sechs Räder, die der Hofmühle mit Öltrotte, bzw. Stampfe und Hanfreibe, der neuen Öle, dann die Sägegatter und zuletzt die Turbinen der Fabriken, der beiden Spinnereien zu Haagen und Rötteln. Im frühen 20. Jahrhundert wurden die Mühlen stillgelegt und in der zweiten Hälfte des 20. Jahrhunderts mussten auch die Standorte der Spinnereien aufgegeben werden. Am Röttler Teich ist lediglich die Oberbadische Bettfederfabrik und die beiden Wasserkraftwerke übriggeblieben, während die Textilveredelung, zuletzt als Mögro Möbelgroßhandel, nach einem Brandfall abgerissen wurde.